# Staro Nagoričane
Staro Nagoričane är en ort i Nordmakedonien. Den är huvudort i kommunen med samma namn, i den norra delen av landet, 40 kilometer nordost om huvudstaden Skopje. Staro Nagoričane ligger 427 meter över havet och antalet invånare är 4 112.